# Madeleine-templom (Párizs)

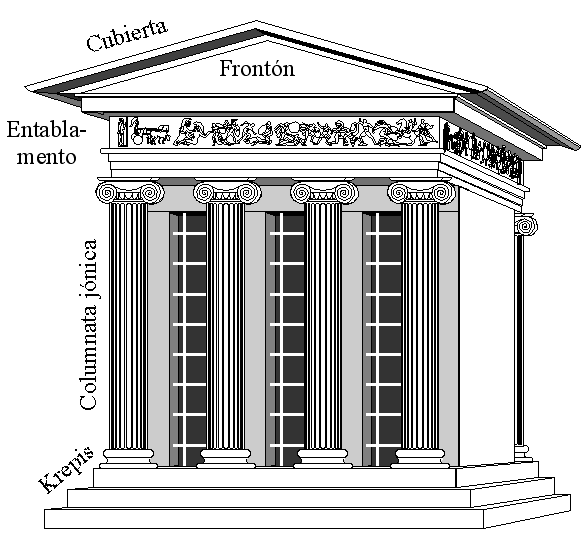
Nike-templom rekonstrukciója

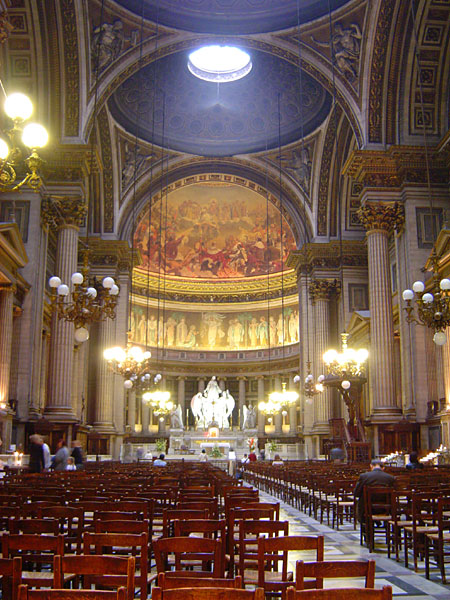
A Madeleine-templom belső tere

A párizsi Madeleine-templom elsősorban Pierre-Alexandre Barthélemy Vignon (1763–1828) francia építész műve, amely klasszicista stílusban épült. Érződik rajta a dél-franciaországi nîmes-i Maison Carrée, sőt a Periklész korában épült athéni Thészeion hatása is.
I. Napóleon 1806-ban a jénai csata után győzelmi templomot építtetett hadserege számára, az ehhez szükséges tervek elkészítéséhez Pierre Alexandre Vignon kapott megbízást. Párizsban a francia forradalom idején befejezetlenül maradt Madeleine-templomot kellett felépítenie, amelyen már Contant d’Ivry (1698–1777), majd Guillaume Couture dolgozott. Vignon görög minta szerint tervezett, ötvenkét, egyenként 20 méter magas korinthoszi oszloppal övezte a templomot.
1828 körül Vignon meghalt, így addigi segítőtársa, Jacques Marie Huvé (1783–1852) fejezte be az építkezést 1842 körül. A templom felszentelésére talán csak 1845-ben került sor, de már építése idején is templomnak tekintették. (Korábban, a tervezésekor merült fel, hogy az épületből parlament vagy bank is lehetne.) A nyugat-európai mérnökök legjobbjai ekkorra már nemcsak a római, hanem a görög építészetet és szobrászatot is behatóbban ismerték, hiszen 1719-ben feltárták Herculaneum romjait, majd 1748-ban megkezdték Pompeii területén az ásatásokat. James Stuart és Nicholas Revett 1751-ben görög műemlékek felkutatására indult, öt esztendőt töltöttek Görögországban, s kiadták 1762-ben első kötetüket az emberi léptékű athéni műemlékekről, ahol minden templom aránya más. További rajzok, metszetek, elméleti munkák adtak valóságos képet nemcsak a római, hanem a görög művészetről is. A Madeleine (épült 1764–1842) éppen elkészültekor nyilván monumentálisnak hatott, de a Szajna túlsó partján ellensúlyozta a Bourbon-palota (ma a nemzetgyűlés helye).
A Madeleine bronzkapuját a Tíz parancsolatot ábrázoló domborművek díszítik, melyek Henri de Triqueti alkotásai. A gazdagon díszített márvány és arany dekorációjú templombelsőben a kupola freskója Jules Claude Ziegler alkotása, találunk értékes szobrokat, köztük François Rude (1784–1855) Krisztus megkeresztelését ábrázoló szobrát, ugyancsak ő, Rude alkotta Az önkéntesek harcbaindulása 1792-ben c. domborműcsoportját a párizsi diadalív számára, amely aztán Marseillaise néven vált ismertté.

## Galéria

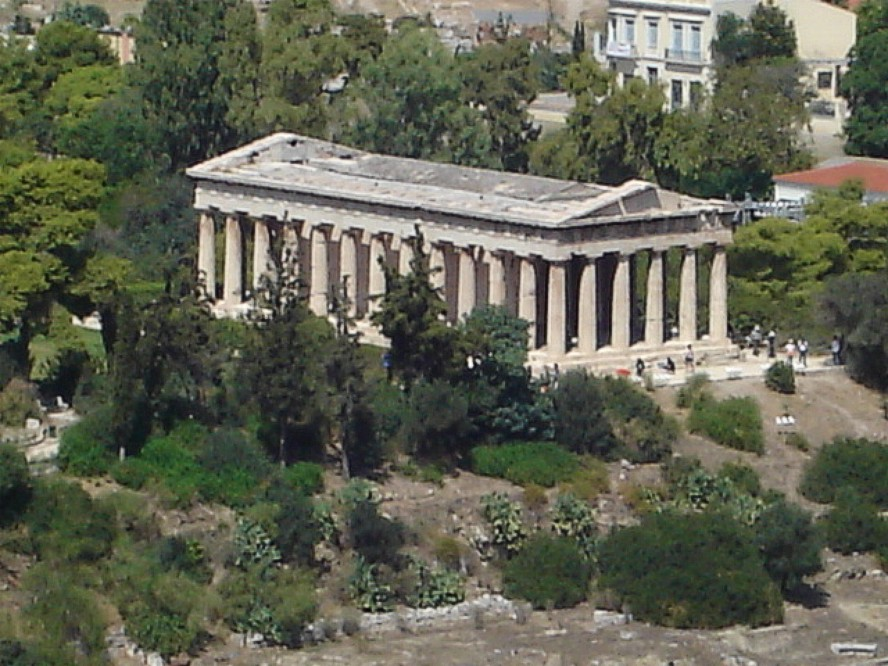
Athén: Héphaisztosz temploma
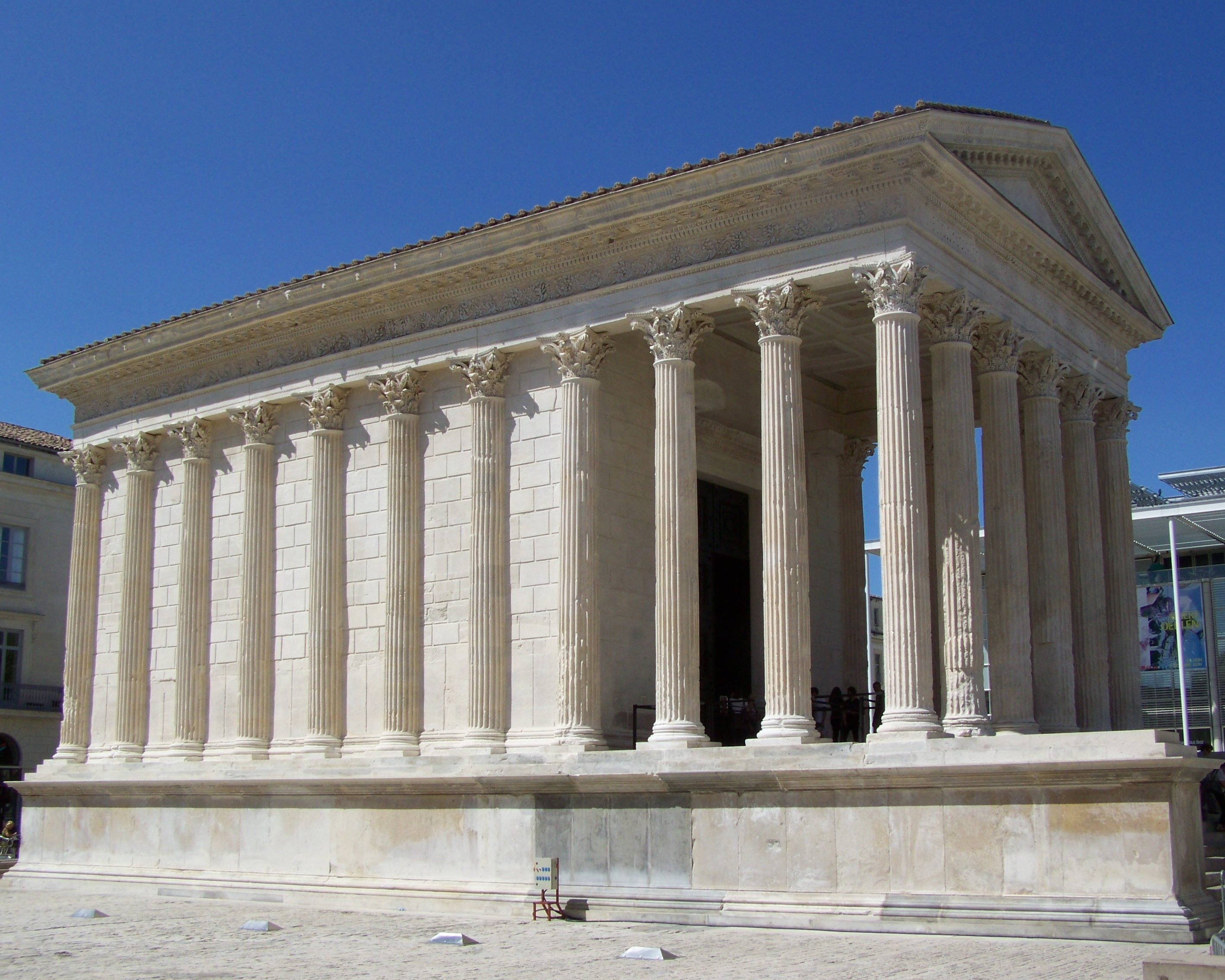
Nîmes: Maison Carrée
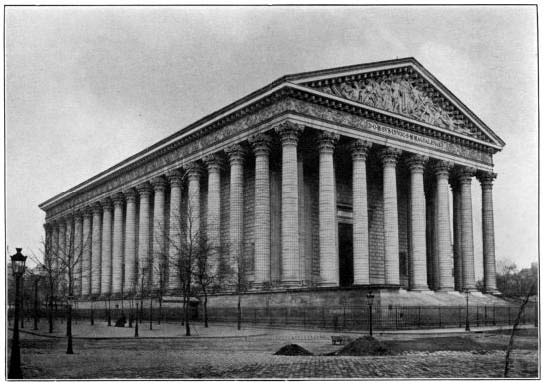
Párizs: La Madeleine (Szent Mária-Magdolna templom) 1911-ben
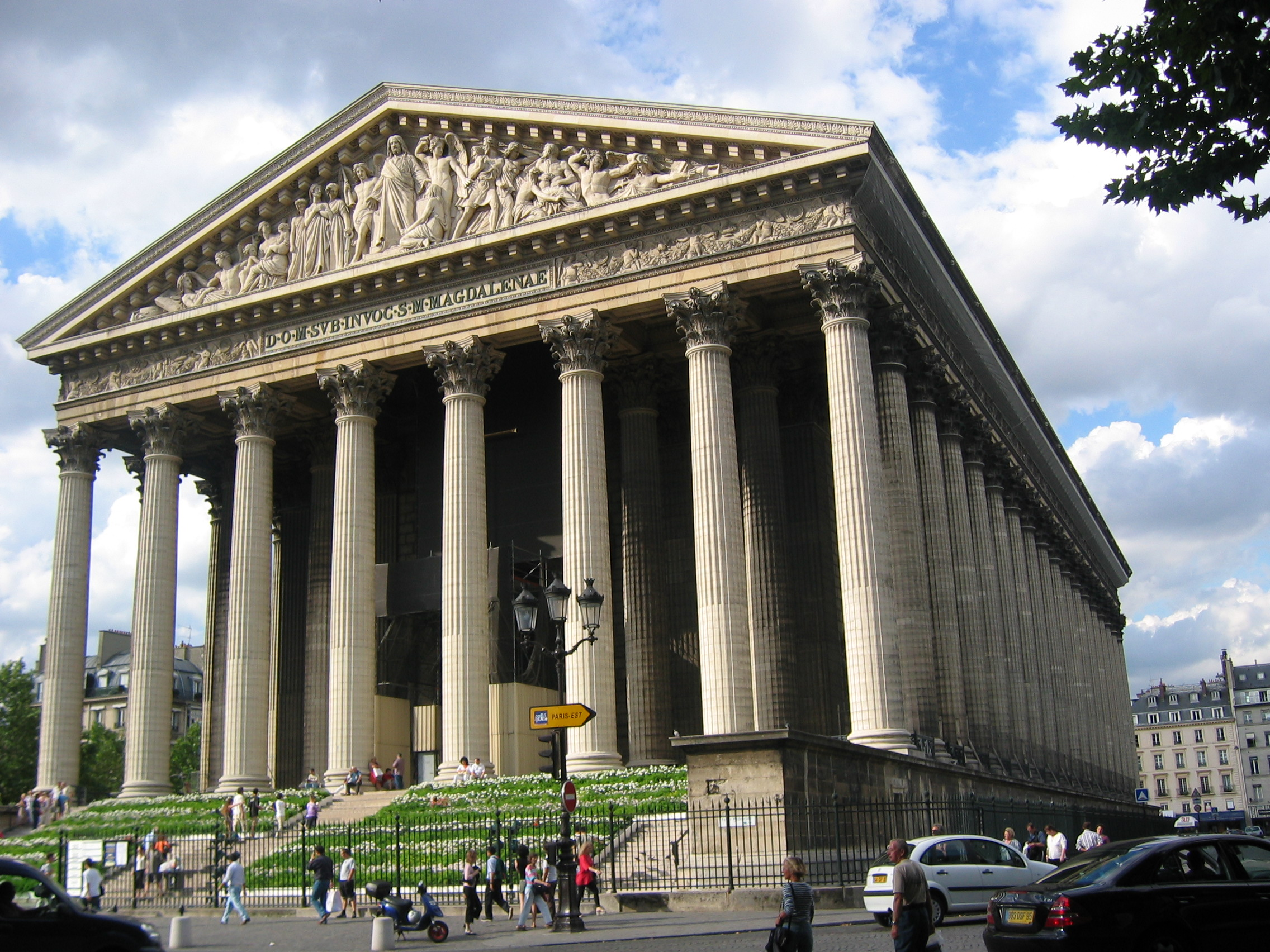
Párizs: La Madeleine (Szent Mária-Magdolna templom) 2004-ben